# Madam and Eve
Madam and Eve ist Südafrikas erfolgreichster Comicstrip, geschrieben von Stephen Francis und gezeichnet von Rico.
Täglich lesen vier Millionen Menschen in 13 Zeitungen und Zeitschriften vom Leben einer weißen Großbürgerin und ihrer schwarzen Hausangestellten, vom vermeintlichen Fortbestand der weißen Vorherrschaft und dem Versuch der gleichberechtigten und „previously disadvantaged“ Schwarzen sich inmitten wirtschaftlicher Abhängigkeiten neu zu definieren. Das aktuelle Tagesgeschehen wird kontinuierlich karikiert und Ausländern der Alltag Südafrikas vorgestellt.